# Зиминский сельсовет (Ребрихинский район)
Зиминский сельсовет — муниципальное образование со статусом сельского поселения и административно-территориальное образование в Ребрихинском районе Алтайского края России. Административный центр — село Зимино.

## Демография
По результатам Всероссийской переписи населения 2010 года, численность населения муниципального образования составила 1052 человека, в том числе 516 мужчин и 536 женщин. Оценка Росстата на 1 января 2012 года — 1022 человека.

## Населённые пункты
В состав сельского поселения входит 2 населённых пункта:
- село Зимино,
- посёлок Майский.